# 临江镇 (乐山市)
临江镇，是中华人民共和国四川省乐山市市中区曾经下辖的一个镇。2019年12月，撤销临江镇，将其所属行政区域划归平兴镇管辖。

## 行政区划
临江镇撤销前下辖以下地区：
太平场社区、砖房村、禾丰村、稻香村、隔河村、立新村、跃进村和游坝村。